# Frank Soden
Frank Ormond Soden (ur. 3 listopada 1895 w Petitcodiac, zm. 12 lutego 1961 w Londynie) – angielski as myśliwski okresu I wojny światowej. Odniósł 27 zwycięstw powietrznych.
Jako dziecko razem z rodzicami przybył do Wielkiej Brytanii w 1904 roku. Do armii brytyjskiej wstąpił przed wybuchem wojny. W 1914 roku służył w South Staffordshire Regiment. 14 lipca 1915 roku przeszedł chrzest bojowy na froncie zachodnim. Do Royal Flying Corps został przeniesiony w 1916 roku, ale do czynnej służby w RFC dopiero 27 kwietnia 1917 roku.
Czynną służbę rozpoczął w dywizjonie No. 60 Squadron RAF. W jednostce odniósł 16 potwierdzonych zwycięstw powietrznych. Pierwsze na samolocie Nieuport 17 zestrzeliwując samolot  Albatros D.III, zwycięstwo to zaliczono mu łącznie z innymi asami 60 dywizjonu – Williamem Rutherfordem i Grahamem Youngiem. Tytuł asa myśliwskiego uzyskał rano 21 września 1917 roku w okolicach Langemarck. 9 stycznia 1918 roku odniósł swoje 13 zwycięstwo powietrzne. Ofiarą Sodena był jeden z największych asów Niemiec Max Ritter von Müller. Od sierpnia 1918 roku Soden został przeniesiony na stanowisku dowódcy eskadry w dywizjonie No. 41 Squadron RAF. W jednostce służył do końca działań wojennych odnosząc kolejne 11 zwycięstw.
Po zakończeniu działań w Niemczech Soden brał udział w walkach z bolszewikami w okolicach Murmańska w 1919 roku po stronie Białych. Został dwukrotnie odznaczony Distinguished Flying Cross.
W okresie międzywojennym pozostał w służbie w RAF. W latach 1919–1920 roku brał udział w walkach z plemionami w Iraku, tzw. Waziristan campaign 1919–1920. W 1921 roku służył w Kurdystanie w dowództwie RAF Iraq Command. Za udział w walkach na Bliskim Wschodzie powtórnie został odznaczony Distinguished Flying Cross. Na przełomie lat dwudziestych i trzydziestych pełnił obowiązki dowódcy w kilku jednostkach RAF, m.in. No. 111 Squadron RAF, No. 14 Squadron RAF, No. 65 Squadron RAF, No. 7 Squadron RAF.
1 kwietnia 1939 roku został mianowany na stopień Group Captain, odpowiednik pułkownika w wojskach lądowych. Po wybuchu II wojny światowej Soden pełnił funkcję dowódcy kilku ważnych baz wojskowych RAF Fighter Command. M.in. od grudnia 1940 do czerwca 1941 roku był dowódcą RAF Biggin Hill. Następnie służył jako dowódca RAF Castel Benito w Libii.
Przeszedł na emeryturę 21 maja 1945 roku i wyemigrował do Kenii. Zmarł w szpitalu w Londynie 12 lutego 1961 roku.